# Nina und Paul
Nina und Paul ist das erste Kinderbuch von Thilo Reffert. Es erschien 2010 im Little Tiger Verlag in der Reihe Chili Tiger Books.

## Handlung
Nina und Paul sind 12 Jahre alt und gehen in dieselbe Schulklasse: Nina als erfolgreiche Schülerin mit Bestnoten, Paul ist ein unaufmerksamer Tagträumer mit unterdurchschnittlichen Leistungen. Er ist heimlich in Nina verliebt, die ihn jedoch kaum wahrnimmt.
Die Handlung spielt sich vollständig am letzten Schultag vor den Sommerferien ab. Nach der Zeugnisausgabe will Paul nicht sofort nach Hause, und als ihm klar wird, dass Nina auf eine andere Schule wechseln wird, nutzt er kurzentschlossen seine letzte Chance, sie anzusprechen. Er rennt ihr auf ihrem Heimweg nach, worüber sie sich zunächst ärgert, da es ihr peinlich ist, auf einem Bauernhof zu wohnen. Nach einer kurzen Auseinandersetzung lässt sie ihn aber mitkommen. Da sie beide nicht wissen, wie sie mit der Situation umgehen sollen – für Paul wird ein Traum wahr, einen Tag mit Nina zu verbringen, während sie erstaunt erlebt, wie ihr ein Junge wichtig wird, der ihr Stunden zuvor noch vollkommen egal war –, erleben sie gemeinsam einen turbulenten Tag voller Missverständnisse, Konflikte, Einsichten und Abenteuer.
Erster Höhepunkt ist eine Vieh-Auktion, auf der Ninas Vater zwei Bullenkälber anbietet. Paul hat erfahren, dass den Kälbern die Schlachtung bevorsteht; um sie davor zu retten, ersteigert er sie selbst im Namen von Ninas Vater. Diesem entgeht dadurch eine hohe Summe. Die angespannte Situation löst sich, als Paul einsieht, dass er falsch gehandelt hat, und Ninas Vater seiner guten Absicht mit Verständnis begegnet und ihm erklärt, wie Milchwirtschaft funktioniert. Nina bewundert Paul insgeheim für diese Aktion und seine Einsichtsfähigkeit.
Zweiter Höhepunkt ist die Besteigung einer 105 Meter hohen Windkraftanlage, die Nina spontan Paul „schenkt“, da er häufig davon träumt, fliegen zu können. Da die Anlage von Ninas Eltern betreut wird, weiß Nina, wo der Schlüssel ist. Ohne Erlaubnis und ohne Kenntnis der Sicherungsmaßnahmen ersteigen sie gemeinsam das Windrad und schauen oben aus der Maschinengondel, trauen sich dann aber nicht mehr an den Abstieg und werden schließlich von Ninas Mutter und Pauls Vater per Aufzug aus der Gondel geholt.
Die Haupterzählung endet offen, indem Nina und Paul sich nach dem Windraderlebnis spontan erstmalig küssen, dann aber ohne weiteren Abschied nach Hause gebracht werden. Im kurzen Epilog sitzen Nina und Paul vier Jahre später jeweils in einer Prüfung und blicken, offenbar einer Verabredung folgend, zur selben Uhrzeit auf das Windrad.

## Aufbau
Die gesamte Geschichte des Buches wird parallel aus Ninas und Pauls Perspektive erzählt, Ninas jeweils auf der linken und Pauls auf der rechten Buchseite. Das Buch besteht damit praktisch aus zwei separaten, synchron laufenden Ich-Erzählungen. Für die Leser ist so gut nachvollziehbar, wieso die Kommunikation zwischen den Handelnden oftmals blockiert ist, wo sie einander etwas vormachen, obwohl das gar nicht nötig wäre, und wie Missverständnisse auch zwischen Eltern und Kindern entstehen.
Als Handlungsort wird im Buch Welbhausen genannt, die Schule ist im Hauptort Uffenheim.
Ein Running Gag entwickelt sich aus einem Unterrichtsspiel vor der Zeugnisausgabe, in dem für den Reim „Auf einem Sofa, das blau war / lag eine Katze, die schlau war“ andere Reimpaare gefunden werden sollen. Das Geschehen bei Nina wird von den zwei Hauptpersonen durch teils absurde Lösungen dieser Aufgabe in inneren Monologen kommentiert, zum Beispiel „Auf einem Sofa, das mit Zwirn repariert war, lag eine Katze, die hirnamputiert war“.

## Personen
- Nina
- Paul
- Ninas Eltern
- Denise, Ninas 17-jährige Schwester
- Jan, Ninas älterer Bruder, von Paul zunächst für ihren Vater gehalten
- Pauls Vater
- einige Mitschüler und Lehrer

## Adaptionen

### Hörspiel
Die Hörspieladaption wurde vom Autor selbst verfasst und 2011 von Deutschlandfunk Kultur produziert. Das Hörspiel gewann den Deutschen Kinderhörspielpreis 2011.
Im Hörspiel ist die „zweispurige“ Erzählweise so nicht realisierbar und wird durch zwei separate Erzähler mit häufigen Wechseln abgebildet. Gegenüber dem Buch sind einige Szenen verkürzt. Vor allem entfällt die Viehauktion komplett, stattdessen „befreit“ Paul ein Kalb direkt aus dem Stall, das von der Polizei wieder eingefangen wird. Ninas älterer Bruder Jan erscheint im Hörspiel nicht; sein Part wird von Ninas Vater übernommen. Der Schluss des Hörspiels legt nahe, dass Nina und Paul noch weitere Ferientage miteinander verbringen, was im Buch völlig offen bleibt.